# Intet jag äger som inte jag fått
Intet jag äger som inte jag fått är en psalm med text skriven 1905 av James Martin Gray och musik av Daniel Brink Towner. Texten översattes till svenska 1922 av Otto Witt.

## Publicerad i
- Segertoner 1988 som nr 529 under rubriken "Att leva av tro - Skuld - förlåtelse -rening".[1]